# Samsung Galaxy
Samsung Galaxy è una serie di dispositivi di elaborazione mobili progettati, prodotti e commercializzati da Samsung Electronics. 
La linea di prodotti comprende diverse serie, le principali ancora "in corso" sono:
- Galaxy A, comprendente smartphone di diverse fasce di prezzo;
- Galaxy M, comprendente smartphone di fascia bassa e media;
- Galaxy F, comprendente smartphone di fascia bassa e media;
- Galaxy S, comprendente smartphone e tablet di fascia alta, alcuni con la peculiarità dello stilo;
- Galaxy Z, comprende pieghevoli di fascia alta;
- Galaxy Tab, comprendente tablet di diverse fasce di prezzo;
- Galaxy Xcover, comprendente smartphone rugged (ossia smartphone molto resistenti ad acqua, polvere ed urti);
- Galaxy Watch, comprendente smartwatch sportivi e "semplici";
- Galaxy Buds, comprendente auricolari bluetooth di fascia alta e media.
- Galaxy Ring, comprendente anelli smart dotati di AI per il controllo e il miglioramento dei parametri vitali.
- Galaxy Book, comprendente svariati modelli di notebook Windows, con modelli "standard" e modelli con rotazione a 360°.

Sono inoltre presenti diversi prodotti non facenti parte di serie (vedi sezione Altri).
I dispositivi Samsung Galaxy utilizzano il sistema operativo Android prodotto da Google, solitamente con un'interfaccia utente personalizzata chiamata One UI (precedentemente nota come Samsung Experience e TouchWiz). Tuttavia, il Galaxy TabPro S è il primo dispositivo Windows 10 con marchio Galaxy annunciato al CES 2016.

## Numeri modello

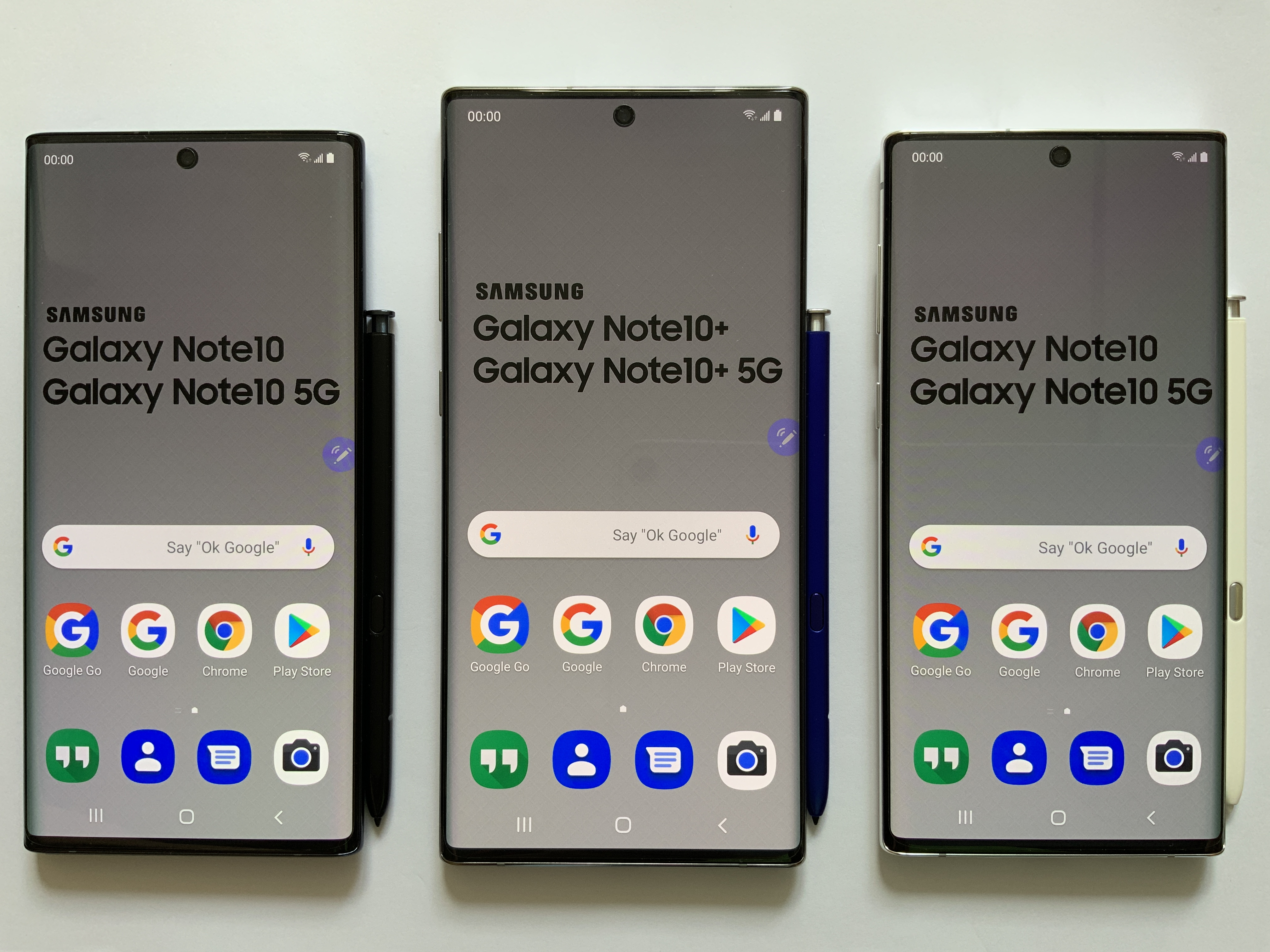
Smartphone Samsung (anteriore)

Da settembre 2013, i numeri di modello dei dispositivi della serie Samsung Galaxy sono nel formato "SM-xxxx" (escluso il Galaxy J SC-02F). In precedenza, dal 2009 fino a settembre 2013, i numeri di modello erano nel formato "GT-xxxx".
- GT-Nnnn0 – modello Note (vecchio tipo di numero modello)
- SM-Nnn0 – modello Note (Nuovo tipo di numero modello)
- GT-Pnn00/10 – modello Tablet (vecchio tipo di numero modello)
- SM-Tnn0/1 – modello Tablet (nuovo tipo di numero modello)
- GT-Snnn0 – modello principale
- GT-Snnn2/ SM-Gnnn/DS / SM-Gnnn/DD SM-Gnnn2 Modello "Duos" Dual-SIM
- GT-Snnn5/GT-Nnnn5/GT-Pnnn5/GT-Innn5/SM-NnnnF/SM-Tnn5/SM-GnnnF – modello 4G/LTE
- SM-Wnnn – Modello Windows (es., Galaxy Book)

## Dispositivi

### Serie in corso

#### Galaxy A
La serie Samsung Galaxy A (Alpha) comprende smartphone Android, originariamente di sola fascia media, a cui successivamente sono stati aggiunti anche smartphone di fascia bassa e medio-alta.
Smartphone più recenti:
- Galaxy A04 (2023)
- Galaxy A04s (2023)
- Galaxy A04e (2023)
- Galaxy A14 (2023)
- Galaxy A14 5G (2023)
- Galaxy A24 (2023)
- Galaxy A34 (2023)
- Galaxy A34 5G (2023)
- Galaxy A54 (2023)
- Galaxy A54 5G (2023)
- Galaxy A05 (2024)
- Galaxy A05s (2024)
- Galaxy A05e (2024)
- Galaxy A15 (2024)
- Galaxy A15 5G (2024)
- Galaxy A25 5G (2024)
- Galaxy A35 5G (2024)
- Galaxy A55 5G (2024)
- Galaxy A06 (2024)
- Galaxy A16 (2024)
- Galaxy A16 5G (2024)

#### Galaxy M
La serie Samsung Galaxy M comprende smartphone Android di fascia bassa, media e medio-alta. È considerata il successore della serie Galaxy J.
Smartphone più recenti:
- Galaxy M04 (2023)
- Galaxy M14 5G (2023)
- Galaxy M34 5G (2023)
- Galaxy M54 5G (2023)

#### Galaxy F
La serie Samsung Galaxy F comprende smartphone Android di fascia bassa e media. Essendo simile alla serie M, presenta alcuni smartphone già in commercio, ma rinominati e con specifiche differenti.
Smartphone più recenti:
- Galaxy F04 (2023)
- Galaxy F14 5G (2023)
- Galaxy F34 5G (2023)
- Galaxy F54 5G (2023)

#### Galaxy S
La serie Samsung Galaxy S (Super Smart) comprende smartphone Android di fascia alta e top di gamma.
Smartphone più recenti:
- S23 (2023)
- S23 Plus (2023)
- S23 Ultra (2023)
- S23 FE (2023)
- S24 (2024)
- S24 Plus (2024)
- S24 Ultra (2024)
- S24 FE (2024)
- S25 (2025)
- S25 Plus (2025)
- S25 Ultra (2025)
- S25 Edge (2025)

#### Galaxy Tab
La serie Samsung Galaxy Tab comprende tablet Android di diverse fasce di prezzo, anch'essi divisi in serie, infatti sono presenti Galaxy Tab S e Galaxy Tab A.
Tab S più recenti:
- Galaxy Tab S9 (2023)
- Galaxy Tab S9+ (2023)
- Galaxy Tab S9 Ultra (2023)
- Galaxy Tab S9 FE (2023)
- Galaxy Tab S9 FE+ (2023)
- Galaxy Tab S10 (2024)
- Galaxy Tab S10+ (2024)
- Galaxy Tab S10 Ultra (2024)

Tab A più recenti:
- Galaxy Tab A9 (2023)
- Galaxy Tab A9+ (2023)

#### Galaxy Z
La serie Samsung Galaxy Z comprende phablet (telefoni-tablet) pieghevoli.
Phablet più recenti:
- Z Fold 5 (2023)
- Z Flip 5 (2023)
- Z Fold 6 (2024)
- Z Flip 6 (2024)

#### Galaxy XCover
La serie Samsung Galaxy XCover comprende smartphone Android rugged, ossia con particolare resistenza ad acqua, polvere ed urti, è iniziata nel 2011.
- Samsung Galaxy Xcover
- Samsung Galaxy Xcover 2
- Samsung Galaxy Xcover 3
- Samsung Galaxy Xcover 3 Value Edition (disponibile in alcuni paesi)
- Samsung Galaxy Xcover 4
- Samsung Galaxy Xcover 4s
- Samsung Galaxy Xcover FieldPro (disponibile in alcuni paesi)
- Samsung Galaxy Xcover Pro
- Samsung Galaxy Xcover 5

#### Galaxy Watch
La serie Galaxy Watch comprende smartwatch di fascia alta ed è la serie successiva alla serie Galaxy Gear.
- Samsung Galaxy Watch (2018)
- Samsung Galaxy Watch Active (2019)
- Samsung Galaxy Watch Active 2 (2019)
- Samsung Galaxy Watch 3 (2020)
- Samsung Galaxy Watch 4 (2021)
- Samsung Galaxy Watch 4 Classic (2021)
- Samsung Galaxy Watch 5 (2022)
- Samsung Galaxy Watch 5 Pro (2022)
- Samsung Galaxy Watch 6 (2023)
- Samsung Galaxy Watch 6 Classic (2023)
- Samsung Galaxy Watch 7 (2024)
- Samsung Galaxy Watch Ultra (2024)

#### Galaxy Buds
La serie Galaxy Buds comprende auricolari bluetooth di fascia alta e media.
Buds più recenti:
- Galaxy Buds 2 (2021)
- Galaxy Buds 2 Pro (2022)
- Galaxy Buds FE (2023)
- Galaxy Buds 3 (2024)
- Galaxy Buds 3 Pro (2024)

#### Galaxy Ring
La serie Galaxy Ring comprende anelli smart dotati di sensori per il controllo dei parametri vitali, del sonno e delle attività fisiche, tutto ciò analizzato da Galaxy AI, l'intelligenza artificiale Samsung che aiuta la comprensione e il miglioramento dei propri parametri.
Anelli più recenti:
- Galaxy Ring (2024)

#### Galaxy Book
La serie Galaxy Book comprende svariati modelli di notebook Windows, con modelli "standard" e modelli con rotazione a 360°.
PC più recenti:
- Galaxy Book4 (2024)
- Galaxy Book4 360 (2024)
- Galaxy Book4 Pro (2024)
- Galaxy Book4 Pro 360 (2024)
- Galaxy Book4 Ultra (2024)
- Galaxy Book4 Edge (2024)
- Galaxy Book5 (2025)
- Galaxy Book5 360 (2025)
- Galaxy Book5 Pro (2025)
- Galaxy Book5 Pro 360 (2025)

### Serie passate

#### Galaxy Ace
La serie Samsung Galaxy Ace comprendeva smartphone Android di fascia media.
2011
- Samsung Galaxy Ace

2012
- Samsung Galaxy Ace Plus
- Samsung Galaxy Ace 2
- Samsung Galaxy Ace Advance
- Samsung Galaxy Ace Duos
- Samsung Galaxy Ace 2X

2013
- Samsung Galaxy Ace 3

2014
- Samsung Galaxy Ace Style
- Samsung Galaxy Ace NXT
- Samsung Galaxy Ace 4

#### Galaxy C
La serie Samsung Galaxy C comprendeva smartphone Android di fascia media e medio-alta.
La serie Galaxy C viene lanciata con i Galaxy C5 e C7 a metà 2016 e definita da Samsung come una serie di dispositivi che pongono l'accento sull'estetica. L'ultimo Galaxy C in ordine di commercializzazione è stato il Galaxy C8 ad ottobre 2017.
2016
- Samsung Galaxy C5
- Samsung Galaxy C7
- Samsung Galaxy C9 Pro

2017
- Samsung Galaxy C7 Pro
- Samsung Galaxy C5 Pro
- Samsung Galaxy C7 (2017)/C8

#### Galaxy Core e Grand
La serie Galaxy Core Grand è una linea di dispositivi di fascia media immessi sul mercato tra il 2013 e il 2015. Include il Core e il Grand, che erano linee separate fino all'uscita del Grand Prime.
La linea venne sostituita principalmente dalla serie Samsung Galaxy J a partire dal 2015.
2013
- Samsung Galaxy Grand
- Samsung Galaxy Core
- Samsung Galaxy Core Plus
- Samsung Galaxy Grand 2

2014
- Samsung Galaxy Core Lite LTE
- Samsung Galaxy Grand Neo
- Samsung Galaxy Core II
- Samsung Galaxy Grand Prime
- Samsung Galaxy Core Advance

2015
- Samsung Galaxy Grand Max
- Samsung Galaxy Grand Neo Plus
- Samsung Galaxy Core Prime

2016
- Samsung Galaxy Grand Prime Plus

2018
- Samsung Galaxy Grand Prime Pro

#### Galaxy E
2015
- Samsung Galaxy E5
- Samsung Galaxy E7

#### Galaxy J
La serie Samsung Galaxy J (Joy o Junior) comprendeva smartphone e phablet Android di fascia economica, bassa e media, dal 2019 è stata sostituita dai modelli più economici della serie Galaxy A e della serie Galaxy M
Vedi qui per una lista completa dei modelli che ne facevano parte.

#### Galaxy Mega
Comprendeva phablet Android di fascia media ed economica.
2013
- Samsung Galaxy Mega 5.8
- Samsung Galaxy Mega 6.3

2014
- Samsung Galaxy Mega 2

#### Galaxy Mini
Comprendeva smartphone Android di fascia bassa.
2011
- Samsung Galaxy Mini (Samsung Galaxy Next in Italia)

2012
- Samsung Galaxy Mini 2

#### Galaxy Note
La serie Samsung Galaxy Note è stata considerata come i primi esempi commercialmente di successo tra i phablet; tutti i modelli Galaxy Note venivano forniti con una penna a stilo e incorporavano un digitalizzatore Wacom sensibile alla pressione.
Dal 2022 viene ufficialmente cancellata, tuttavia questa viene inglobata nella serie Galaxy S; infatti il Galaxy S22 Ultra, annunciato a febbraio 2022, rispecchia le identiche caratteristiche dei modelli in questione. Altre funzioni le ritroviamo anche sulla serie Galaxy Tab S e Z Fold.

#### Galaxy On
2015
- Samsung Galaxy On7
- Samsung Galaxy On5

2016
- Samsung Galaxy On5 Pro
- Samsung Galaxy On5 (2016)
- Samsung Galaxy On7 (2016)
- Samsung Galaxy On7 Pro
- Samsung Galaxy On8
- Samsung Galaxy On Nxt

2017
- Samsung Galaxy On Max

2018
- Samsung Galaxy On6
- Samsung Galaxy On8 (2018)

#### Galaxy Pocket
Comprendeva smartphone Android di fascia bassa, e dalle dimensioni particolarmente ridotte.
- Samsung Galaxy Pocket (2011)
- Samsung Galaxy Pocket Plus (2011)
- Samsung Galaxy Pocket Neo (2012)
- Samsung Galaxy Pocket Duos (2012)
- Samsung Galaxy Pocket 2 (2014)

#### Galaxy R
Comprendeva smartphone Android di fascia bassa.
- Samsung Galaxy R
- Samsung Galaxy R Style

#### Galaxy Trend
Comprendeva smartphone Android di fascia bassa.
2013
- Samsung Galaxy Trend
- Samsung Galaxy Trend Lite
- Samsung Galaxy Trend Plus
- Samsung Galaxy Trend II

#### Galaxy Y
La serie Samsung Galaxy Y (Young) comprendeva smartphone di fascia bassa rivolti a un pubblico giovanile.
- Samsung Galaxy Y (2011)
- Samsung Galaxy Y Pro (2011)
- Samsung Galaxy Y TV (2011)
- Samsung Galaxy Y Duos (2012)
- Samsung Galaxy Young (2013)
- Samsung Galaxy Y Plus (2013)
- Samsung Galaxy Young 2 (2014)

#### Galaxy Gear
La serie Samsung Galaxy Gear è stata una delle prime serie di smartwatch al mondo. È terminata nel 2017 ed è stata seguita dalla serie Galaxy Watch nel 2018.
- Samsung Galaxy Gear (2013)
- Samsung Gear 2 e 2 Neo (2014)
- Samsung Gear Fit (2014)
- Samsung Gear S (2014)
- Samsung Gear S2 e S2 Classic (2015)
- Samsung Gear Fit 2 (2016)
- Samsung Gear S3 Frontier e Classic (2016)
- Samsung Gear Sport (2017)
- Samsung Gear Fit 2 Pro (2017)

#### Galaxy Camera (Fotocamera)
- Samsung Galaxy Camera
- Samsung Galaxy Camera 2
- Samsung Galaxy NX

#### Galaxy Beam (Proiettore)
- Samsung Galaxy Beam i8520
- Samsung Galaxy Beam i8530
- Samsung Galaxy Beam 2

### Altri dispositivi Galaxy
- Samsung Galaxy (2009)
- Samsung Galaxy Spica (2009)
- Samsung Galaxy A (2010)
- Samsung Galaxy Apollo (2010)
- Samsung Galaxy U (2010)
- Samsung Galaxy Neo (2010)
- Samsung Galaxy Pro (2010)
- Samsung Galaxy 551 (2010)
- Samsung Galaxy Indulge (2011)
- Samsung Galaxy M Pro (2011)
- Samsung Galaxy Precedent (2011)
- Samsung Galaxy Q (2011)
- Samsung Galaxy SL (2011)
- Samsung Galaxy Z (2011)
- Samsung Galaxy Rush (2011)
- Samsung Galaxy 5 (2011)
- Samsung Galaxy W (2011)
- Samsung Galaxy Fit (2011)
- Samsung Galaxy Gio (2011)
- Samsung Galaxy Prevail (2011)
- Galaxy Nexus (2011)
- Samsung Galaxy Attain 4G (2011)
- Samsung Galaxy Chat (2012)
- Samsung Galaxy Discover (2012)
- Samsung Galaxy M Style (2012)
- Samsung Galaxy Music (2012)
- Samsung Galaxy Pop Plus (2012)
- Samsung Galaxy Premier (2012)
- Samsung Galaxy Proclaim (2012)
- Samsung Galaxy Reverb (2012)
- Samsung Galaxy Rugby Pro (2012)
- Samsung Galaxy Stellar (2012)
- Samsung Galaxy Stratosphere II (2012)
- Samsung Galaxy Victory (2012)
- Samsung Galaxy Appeal (2012)
- Samsung Galaxy Axiom (2012)
- Samsung Galaxy Express (2012)
- Samsung Galaxy Express 2 (2013)
- Samsung Galaxy Exhibit T599 (2013)
- Samsung Galaxy Fame (2013)
- Samsung Galaxy Star (2013)
- Samsung Galaxy Win (2013)
- Samsung Galaxy Win Pro (2013)
- Samsung Galaxy Pop (2013)
- Samsung Galaxy Prevail 2 (2013)
- Samsung Galaxy Star Pro (2013)
- Samsung Galaxy Fame Lite (2013)
- Samsung Galaxy Light (2013)
- Samsung Galaxy Fresh (2013)
- Samsung Galaxy V (2013)
- Samsung Galaxy Golden (2013)
- Samsung Galaxy J (2013)
- Samsung Galaxy Round (2013)
- Samsung Galaxy W (2014) (2014)
- Samsung Galaxy Star 2 (2014)
- Samsung Galaxy Star 2 Plus (2014)
- Samsung Galaxy Star Trios (2014)
- Samsung Galaxy V Plus (2014)
- Samsung Galaxy V2 (2014)
- Samsung Galaxy K Zoom (2014)
- Samsung Galaxy Centura (2014)
- Samsung Galaxy Avant (2014)
- Samsung Galaxy Folder (2015)
- Samsung Galaxy Active Neo (2015)
- Samsung Galaxy View (2015)
- Samsung Galaxy Express Prime (2016)
- Samsung Galaxy Folder 2 (2017)
- Samsung Galaxy Feel (2017)
- Samsung Galaxy View 2 (2019)

## "Over the Horizon"
"Over the Horizon" è il suono per i dispositivi smartphone Samsung. È stato sviluppato nel 2011 da Joong-sam Yun ed è l'unica musica memorizzata nella libreria musicale di qualsiasi nuovo smartphone Samsung. Il suono è un jingle che può essere usato come suoneria, come un suono quando il telefono si accende o si spegne, così come un avviso di notifica di base per i messaggi.  Mentre la composizione di base della melodia di sei note non è cambiata dal suo inizio, sono state introdotte varie versioni con l'evoluzione della linea di prodotti. Il suono è stato coperto da vari artisti famosi che hanno pubblicato i propri arrangiamenti e remix della canzone, come Quincy Jones, Icona Pop e vari artisti K-Pop. Nella registrazione americana di Samsung del marchio per il suono, venne descritto come "il suono di una campana che suona un'ottava nota punteggiata di B4, una quindicesima nota B4, una quindicesima nota F#5, una quindicesima B5, un'ottava A#5 e una mezza nota F#5.